# Lúcio Kodato
Lúcio Kodato (São Paulo, 29 de março de 1947) é um cinematógrafo brasileiro.

## Biografia
Iniciou sua carreira em 1969. Fotografou diversos longas, curta-metragens, comerciais, documentários. Dentre os curtas mais famosos podem ser citados: o documentário Partido alto, de Leon Hirszman; O Brinco, de Flávia Moraes e Ela Perdoa, de Rachel Monteiro.
Foi um dos membros fundadores da Associação Brasileira de Cinematografia e é seu atual presidente.
Começa os estudos de fotografia em 1969 na Escola Enfoco de Claude Kubrusly. Tendo aulas/palestras com Maureen Bisilliat, Cristiano Mascaro, Luigi Mamprin.
Fez uma bolsa de estudos no Japão entre junho de 1973 a novembro de 1974, fazendo estágios nas seguintes produtoras: CAT Inc., ARI Productions, TOKYO Cinema Inc, Group GENDAI Co. Ltd., K. K. KAGAKU Eiga Seisakujo, TV MAN Union, TBS Commercial.

### Carreira
Inicia como Fotógrafo em 1969: “Jornal Artes”, “O Estado de S. Paulo”, “Jornal da Tarde” e “Bondinho”. Assistente de câmera em 1970 para Diretores de Fotografia como
Carlos Egberto Silveira, ABC e Hélio Silva, ABC. Em
1972 teve a oportunidade de fotografar o curta-metragem “... / Reticências” –
dir. José de Anchieta, desde então fotografou inúmeros longas, curta metragens, comerciais, documentários, “music vídeo”, foi um dos membros fundadores (2000), vice-presidente (2004-2005), presidente (2006-2007) e foi vice-presidente da ABC (2008-2009) Atualmente da Comissão de Ética da ABC (Associação Brasileira de Cinematografia)

#### Assistente de Câmera
- 1971    “Cordélia, Cordélia” , dir. Rodolfo Nanni , dir. Fotografia Carlos Egberto Silveira,
- 1971     “Um Anjo Mau” , dir. Roberto Santos , dir. Fotografia: Helio Silva, ABC

## Diretor de fotografia - cinema
- 1975     “Nordeste: Cordel, Repente, Canção”, dir. Tânia Quaresma – documentário
- 1976     “Doces Bárbaros”, dir. Jom Tob Azulay, op. câmera adicional
- 1976     “À Flor da Pele”, dir. Francisco Ramalho Jr.
- 1980     “Os Anos J.K. – Uma Trajetória Política”, dir. Silvio Tendler
- 1981     “Xingu / Terra”, dir. Maureen Bisilliat
- 1983     “O Beijo da Mulher Aranha” dir. Hector Babenco, 2º op. câmera. Dir. de Fotografia. Rodolfo  Sánchez, ABC
- 1984     “Jango”, dir. Silvio Tendler
- 1985     “Floresta das Esmeraldas”, dir. John Boorman, 2ª unid. DoP, DoP Philippe Rousselot, ASC, AFC
- 1986     “Luar sobre o Parador”, dir. Paul Mazursky, 2ª unid. DoP, DoP Don McAlpine, ASC,
- 1996     “Todos os Corações do Mundo, dir. Murilo Salles
- 2006     “Canta Maria”, dir. Francisco Ramalho Jr. (Indicado ao Premio de Melhor Fotografia no 2º Premio Contigo de Cinema Nacional – 2007)
- 2005     “A Ilha do Escravos”, dir. Francisco Manso (em finalização)
- 2008     “Maré, Nossa História de Amor”, dir. Lúcia Murat
- 2014     “Nervos de Aço”, dir. Maurice Capovilla (aguardando exibição)
- 2014     “Poema Sujo – Ferreira Gullar”, dir. Silvio Tendler (em finalização)
- 2014     "A Alma Imoral – Nilton Bonder”, dir. Silvio Tendler (em finalização)

## Diretor de fotografia - televisão
- 1973     “Pacífico Atlântico, 3ª Classe”, dir. Roberto Santos (TV Globo)
- 1973     “Rio Negro”, dir. Roberto Malzoni Filho e Lúcio Kodato (TV Globo)
- 1978     “Caramuru”, dir. Francisco Ramalho Jr. (Piloto, não exibido)
- 1991     “Acústico MTV” (Barão Vermelho, Legião Urbana)
- 1992     “Acústico MTV” (Seal, João Bosco)
- 1997     “Sede de Peixe – Milton Nascimento”, dir. Carol Jabor e Lula Buarque (HBO)
- 2003     “A Diarista”, dir. José Alvarenga (piloto) (TV Globo)
- 2003     “Papo de Anjo”, dir. José Alvarenga (piloto) (TV Globo)
- 2003     “Sob Nova Direção”, dir. Mauro Farias (piloto) (TV Globo)
- 2007     “Athina Onassis Horse Show”, dir. Flávia Moraes – Direção de Fotografia e Coordenação Técnica da transmissão em HDTV (Circuito Fechado) do evento. (São Paulo – 02 a 05/08/07
- 2008     “America´s Next Top Models” – Publicidade – São Paulo – 12/08
- 2013     “Misha, Olimpíadas de Moscou”, dir. Silvio Tendler – ESPN
- 2013     “55s4’- A Virada”- dir. Ricardo Dias – ESPN
- 2014     “Advogados Contra a Ditadura”, “Militares da Democracia; os militares que disseram Nao” – TV Brasil
- 2014     “Brasil Místico”, dir. Silvio Tendler – Globosat
- 2014     “Uma Gôndola para Nova Veneza”, dir. Joana Nin – Canal Brasil
- 2014     “Caju com Pizza”, dir. Francisco Ramalho – (aguardando exibição pela TV Cultura)

## Curta-metragens
- Diversos com diretores como José de Anchieta, Roberto Santos, Flávia Moraes,
- Maurice Capovilla, Rachel Monteiro, Fernando Grostein Andrade
- “Aranceles” – dir. Melo Viana (2008)
- “Mantegna” – dir. Melo Viana

## Documentários
- “O Turista Aprendiz” – dir. Maureen Bisilliat (baseado no livro/diário homônimo de Mario de Andrade)
- “Partido Alto” – dir. Leon Hirszman (1982)
- “Quebrando a Cara” – dir. Ugo Giorgetti (2ª. câmera – principal Rodolfo Sanchez)
- “Cambaio” – dir. João Falcão – Documentário (em edição) da preparação dos atores/musicos para o texto de Adriana e João Falcão com musicas de Chico Buarque, Edu Lobo e direção musical de Lenine (03~06/2001)
- Vários com diretores: Francisco Ramalho Jr., Roberto Santos, Flávia Moraes,
- Maurice Capovilla, Sylvio Back

## Video music / DVD
- Para artistas como: João Gilberto, Paul Simon, Julio Iglesias, Chayanne, Lenine, Djavan, Daniela Mercury, Sandy & Junior, Chitãozinho & Xororó, Skank, Yamandú Costa, Cidade Negra, Paralamas do Sucesso, Jobim Sinfônico,
- “Obvious Child” – Paul Simon, dir. Ruy Guerra
- “Lenine In Cité” gravado em Paris – França (29 e 30/04/2004)
- “O Pequeno Príncipe” com Luana Piovani, Dir. João Falcão gravado em HD  (São Paulo 25-26/11/06)
- “Love Sees No Color Project” Nassiri (www.nassiri.com) filmado em Buenos Aires – 20/02/07  Dir. Picky Talarico
- “Meninos do Morumbi” no Auditório Ibirapuera, gravado em HD (São Paulo, 27 a 29/07/07) Dir. Flávia Moraes
- “100% Favela”(Associação Periferia Ativa/Capão Redondo, SP) – Melhor DVD de RAP Nacional em 2008
- “40” Nei Van Soria – (Porto Alegre 06/10/08) Dir. Alvaro Beck
- “Cartola para Todos” – Auditorio Ibirapuera, São Paulo, 20/11/08) Dir. Flávia Moraes

## Comerciais
- Clientes: Nestlé, Toyota, Volkswagen, GM, Ford, Mercedes Benz, Renault, Embratel,
- McDonald´s, Ambev, TIM, Globo News. Vivo, Globo, Massey Ferguson

## Atividades diversas
- Ex-Professor na Faculdade de Artes do Paraná, Escola Superior Sul Americana de Cinema e Televisão do Paraná, Curso de Bacharelado em Cinema e Vídeo – Disciplina: Direção de Fotografia  www.cinetvpr.pr.gov.br (2009)
- Ex-Professor na Usina de Arte João Donato (Rio Branco – Acre), Curso de Cinema e Vídeo, Oficina de Fotografia de 09 a 13 de julho de 2007
- Ex-Professor na Escola Magia do Cinema (Paulínia – S.P.) / Fundação Getúlio Vargas – Curso: Processos de Criação e Produção – Disciplina: Direção de Fotografia (2008)
- Oficina de preparação básica de introdução à tecnologia de TV Digital e HDTV para os repórteres cinematográficos, produtores, editores, e demais pessoas envolvidas na produção. APERIPÊ TV / FUNDAÇÃO APERIPÊ – 01 a 06/09/08 – Aracaju, Sergipe
- Oficinas: CANNE – Fundação Joaquim Nabuco (Rio Branco, Acre e Fortaleza, Ceará), Vila das Artes (Fortaleza, Ceará)
- 2013 – publicação do livro “decantando as águas” (O Turista Aprendiz revisitado) de Maureen Bisilliat com imagens extraídas do documentário com Direção de Fotografia de minha autoria.

## Premio
- XIV Festival de Brasília do Cinema Brasileiro - “Melhor Fotografia” com o documentário/longa metragem XINGU/TERRA, direção Maureen Bisilliat (1981)